# Afrânio de Oliveira
Afrânio de Oliveira (Uberaba, 4 de fevereiro de 1919 – Igarapava, 9 de novembro de 1986) foi um político brasileiro.
Filho do fazendeiro João Aureliano de Oliveira e de Maria Reis de Oliveira. Casou com Vera Aparecida Vilela de Oliveira.
Foi eleito deputado estadual por São Paulo nas eleições de 1958 para a 41.ª legislatura e 1962 para a 42.ª legislatura.